# 興農集團
興農股份有限公司（英語：Sinon Corporation），是一個臺灣企業集團 ，1963年改制之後，正式成立興農股份有限公司，並於1989年12月14日上市股票，近年來積極推動多元化經營，營運事業日益擴大，涵蓋肥料、精密化學品、塑膠、貿易、泥品、食品、超市等，跨足多項產業，版圖擴及全球多國，為台灣頗具代表的企業集團之一。

## 歷史
- 於1955年由楊天發先生所創辦，取名「興農」志在振興農業，以合夥方式創立「興農化學工廠」，銷售「豐年牌」農藥。1959年以公司組織經營，並定名為興農化工有限公司。1963年11月20日申請改制為「興農股份有限公司」。
- 1979年為進一步推動企業合理化經營，興農化工股份有限公司與旗下轉投資之民豐化工廠股份有限公司、豐美工業股份有限公司、豐年開發股份有限公司合併為「興農股份有限公司」，成立「興農全國供應中心」，為台灣最具專業規模。
- 1989年股票正式上市，同時創辦人楊天發轉任總裁，由楊文彬接任董事長，並擁有化學部獲得ISO-9002國際標準品保制度認證和塑膠廠及興農人壽保險股份有限公司獲得ISO-9002國際標準品保制度認證。
- 1988年成立超市部(楓康)，並於南投縣草屯鎮設立第一家生鮮超級市場。迄於2020年止，共有47家分店，成為台灣中部規模最大之連鎖超市業者。
- 後陸續成立興大混凝土股份有限公司、同嘉企業股份有限公司、興農人壽保險股份有限公司(今朝陽人壽保險股份有限公司，後併入南山人壽)。
- 1995年認養中華職棒俊國熊隊後更名而成立興農牛職業棒球隊，1997年與洛杉磯道奇隊展開長年合作關係， 培養出多位本土優秀國手，其隊伍曾於2004年、2005年拿下台灣大賽總冠軍，創下二連霸之殊榮，挑戰3連霸紀錄，其中更奪下多次季冠軍，起至2012年年底，為中華職棒球團經營長達十七年，後由義联集團(義大犀牛)及今富邦集團(富邦悍將)，繼續為台灣棒球效力。
- 2018年公司發展「以菌抑菌」的微生物農藥肥料產品線，已在台灣、中國大陸銷售，並在歐洲申請藥證中，微生物產品占植物保護劑營收比重約3%，下個階段則以占比達5%為目標。

## 關係企業
- 臺灣楓康超市
- 興威股份有限公司
- 興農塑膠廠
- 國興資訊股份有限公司
- 興農化學事業群
- 興農（日本）辦事處
- 興農藥業（中國）有限公司
- 興農（美國）有限公司
- 興農（德國）有限公司
- 興農（澳洲）有限公司
- 興農（巴西）有限公司
- 興農（泰國）有限公司
- 玉美生技股份有限公司

## 外部連結
- 興農股份有限公司 （页面存档备份，存于）